# П'ятниця, 13-те, частина 6: Джейсон живий
П'ятниця, 13-те, частина 6: Джейсон живий (англ. Jason Lives: Friday the 13th Part VI) — американський фільм жахів режисера Тома Маклафліна.

## Сюжет
Томмі Джарвіс разом із другом повертається на могилу Джейсона Вурхіса. Він хоче спалити тіло, щоб переконатися, що тепер маніяк буде горіти в пеклі. Але виходить зовсім навпаки: Джейсон воскресає з мертвих через те що в нього потрапляє удар блискавки. Поки Томмі намагається переконати шерифа Гарріса, що всім загрожує смертельна небезпека, Джейсон знову починає вбивати. Зрештою, з допомогою дочки шерифа Меган, Томмі вбиває Джейсона.

## У ролях
| Актор               | Роль                |
| ------------------- | ------------------- |
| Том Метьюз          | Томмі Джарвіс       |
| Дженніфер Кук       | Меган Гарріс        |
| Девід Кеген         | шериф Майкл Гарріс  |
| Рене Джонс          | Сіссі Бейкер        |
| Керрі Нунан         | Паула               |
| Дарсі ДеМосс        | Ніккі               |
| Том Фрідлі          | Корт                |
| Алан Блюменфілд     | Ларрі               |
| Меттью Фейзон       | Стен                |
| Енн Райерсон        | Кеті                |
| Тоні Голдуін        | Даррен              |
| Ненсі Маклафлін     | Елізабет            |
| Рон Палілло         | Аллен Ховес         |
| С.Дж. Грем          | Джейсон Вурхіс      |
| Вінсент Гуастаферро | заступник Рік Кельн |
| Майкл Свон          | офіцер Паппас       |
| Кортні Віккері      | Ненсі               |
| Вітні Рідбек        | Рой                 |
| Боб Ларкін          | Мартін              |
| Воллас Мерк         | Берт                |
| Томас Ноуелл        | Тайен               |
| Джастін Ноуелл      | Біллі               |
| Темі Епштейн        | маленька дівчинка   |
| Майк Номед          | Торнтон             |
| Роджер Роуз         | Стівен              |
| Сінтія Канія        | Аннет               |
| Шері Левінскій      | контролер автобуса  |
| Тарас О'Хар         | маленький хлопчик   |
| Валентіно Кураті    | сліпий              |

## Цікаві факти
- Три пісні для фільму написав Еліс Купер: Teenage Frankenstein, Hard Rock Summer і Man Behind The Mask.
- У картині налічується загалом 18 трупів.
- Початкові титри 6-ї «П'ятниці» стилізовані під початкові титри ранніх фільмів про Джеймса Бонда.
- Сі Джей Грехем, який грав Джейсона, був не актором, а менеджером нічного клубу, де він і був випадково помічений кимось зі знімальної групи і запрошений на роль Вурхіса. Фільм став для нього акторським дебютом.
- У первинному варіанті була сцена з батьком Джейсона, який відвідує могили дружини і сина. У фільм цей поворот сюжету не увійшов, зате з'явився в «книжковому» варіанті серіалу.
- За сценарієм міська рада перейменувала озеро і табір Crystal Lake в Forest Green, але творці наступних фільмів вперто ігнорували цей факт і повертали озеру і табору «оригінальну» назву.
- Магазин, від якого Томмі дзвонить Меган називається Karloff's General Store — так творці фільму висловили свою повагу легендарному акторові жанру жаху і трилера Борису Карлоффу.